# Gärdslösa distrikt
Gärdslösa distrikt er et svensk folkeregisterdistrikt i Borgholms kommune og Kalmar län.
Distriktet ligger sydøst for Borgholm, og det blev opretter den 1. januar 2016.
Distriktet ligger ved Østersøen på det centrale Ölands østkyst.
Gärdslösa Kirke er én af Ölands bedst bevarede middelalderkirker. Her blev prinsesse Margaretha (født 1934) gift med John Ambler (1924–2008) den 30. juni 1964.
56°47′35″N 16°44′16″Ø / 56.79306°N 16.73778°Ø